# Trae tha Truth
Trae tha Truth o, più semplicemente, Trae, pseudonimo di Frazier Othel Thompson (Houston, 3 luglio 1980), è un rapper statunitense.

## Biografia
Nato in Texas, è membro del collettivo Screwed Up Click.
Ha debuttato collaborando con Z-Ro nell'album Look What You Did to Me. Nel 2003 ha pubblicato il suo primo album Losing Composure, mentre nei successivi quattro anni sono stati pubblicati altri quattro album.
Nel luglio 2011 è uscito Street King, mentre nel 2014 è la volta di Banned, pubblicato dalla Grand Hustle Records.
Nel corso della sua carriera ha collaborato con diversi colleghi rapper, tra cui Lil Wayne, Wiz Khalifa, Young Thug, Lupe Fiasco, Rick Ross, Lloyd, Slim Thug, Future e Rich Boy.

## Discografia

### Album in studio

#### Solisti
- 2003 - Losing Composure
- 2004 - Same Thing Different Day
- 2006 - Restless
- 2007 - Life Goes On
- 2008 - The Beginning
- 2011 - Street King
- 2015 - Tha Truth
- 2016 - Tha Truth, Pt. 2

- 2017 - Tha Truth, Pt. 3
- 2018 - Hometown Hero
- 2019 - Exhale
- 2022 - Truth Season: The United Streets of America

#### In collaborazione
- 1999 - Rise (con Guerilla Maab)
- 2000 - In the Mist of Guerillas (con Guerilla Maab)
- 2002 - Resurrected (con Guerilla Maab)
- 2003 - Year of the Underdawgs (con Dougie D)
- 2003 - Assholes by Nature (con Z-Ro)
- 2003 - Vol. 3 (con S.L.A.B.)
- 2004 - Vol. 4 (con S.L.A.B.)
- 2005 - 4.5 Plex (con S.L.A.B.)
- 2006 - The Anthem (con S.L.A.B.)
- 2006 - 7 Years and Runnin'  (con S.L.A.B.)
- 2008 - It Is What It Is (con Z-Ro)
- 2016 - Tapped In (con Mozzy)
- 2017 - Year of the Underdawgz Reloaded (con Dougie D)
- 2017 - 3d2 Again (con Dougie D)
- 2021 - If You're Scared Stay Inside (con Mysonne)

### EP
- 2014 - The Tonite Show (con i The Worlds Freshest)

### Mixtape
- 2005 - Return of the Streets
- 2006 - Later Dayz
- 2006 - On the Grind - Southwest General
- 2006 - Dirty South Mixtape 5
- 2007 - Tha Truth Show
- 2007 - Asshole by Nature
- 2007 - I Am Houston
- 2008 - The Streets of the South Pt. 1
- 2008 - The Diary of the Truth
- 2008 - Street's Advocate
- 2008 - The Streets of the South Pt. 2
- 2009 - Both Sides of the Fence (con Rob G)
- 2009 - Trae Day (con Lil Randy)
- 2009 - The Incredible Truth
- 2010 - Mr. Houston Pt. 2
- 2010 - Traebute
- 2010 - Reasonable Drought
- 2010 - King of the Streets, Vol. 2
- 2010 - Late Night King
- 2010 - Can't Ban tha Truth
- 2011 - 48 Hours
- 2011 - King of the Streets, Vol. 3
- 2011 - Undisputed
- 2012 - King of the Streets Freestyles
- 2012 - Tha Blackprint
- 2013 - All-Star 2013: Take Flight
- 2013 - G.D.O.D. (Get Dough or Die) (con la Grand Hustle)
- 2013 - I Am King
- 2014 - Flight School: All-Star 2014
- 2016 - Another 48 Hours
- 2018 - 48 Hours Later
- 2021 - 48 Hours After
- 2022 - Life n Pain